# Борко Талески
Борко Талески (Прилеп, 19. август 1921 — Плетвар, код Прилепа, 2. март 1942), учесник Народноослободилачке борбе и народни херој Југославије.

## Биографија
Рођен је 19. августа 1921. године у Прилепу, у занатлијској породици. Након завршене основне школе, уписао је гимназију у Битољу. Као гимназијалац, издавао је књижевне прилоге у часопису „Подмладак“, који је излазио у Крагујевцу. Издаване су и његове филозофске расправе, које је писао као седамнаестогодишњак. Тада се из Битоља вратио у Прилеп, где је држао предавања на кружоцима.
Након завршетка гимназије, уписао је Медицински факултет у Београду. Учествовао је на разним демонстрацијама и сукобима са полицијом. За члана Комунистичке партије Југославије примљен је 1939. године у Београду. По доласку у Прилеп, укључио се у револуционарни покрет града. Другог августа 1940. године, био је један од говорника на великој Илинданској демострацији. Одмах после демонстрација, био је ухапшен и суђено му је у Београду. Казну је издржавао у затвору на Ади Циганлији. После изласка из затвора послан је у логор Међуречје-Ивањица.
Када се у априлу 1941. године вратио у Прилеп, постао је члан Месног комитета КПЈ. Поводом напада Немачке на Совјетски Савез, 23. јуна 1941. године одржано је партијско саветовање, на којем је Борко поднео главни реферат са оценом значаја немачко-совјетског рата. Ускоро после тога озишао је у илегалност и почетком јула отишао у партизане. Касније позван од Покрајинског комитета КПЈ, након чега је у септембру ушао у ново партијско руководство као члан Бироа. У том својству, 11. октобра, учествовао је у нападу Прилпеског партизанског одреда на бугарску полицијску станицу у Прилепу, након чега је био проглашен оружани устанак у Македонији.
Био је противник пробугарске струје у македонском партијском руководству. Тако је раније осуђивао ставове Методија Шаторова, а у децембру 1941. потпадање под утицај Бугарске радничке партије. Свој став је изнео и у писму Централном комитету КПЈ због чега се сукоб фракција заоштрио. Напослетку је, почетком 1942. године, био одстрањен из Покрајинског комитета од превладавајуће пробугарске фракције и остављен да се сам сналази.
Другог марта 1942. године, заједно са Лазом Колевским, налазио се код села Плетвар близу Прилепа. Неко их је издао, па их је ускоро опколила бугарска полиција. Обојица су погинула у размени ватре.
Указом Президијума Народне скупштине Федеративне Народне Републике Југославије, 5. јула 1951. године, проглашен је за народног хероја.

## Галерија
- Борка Талески, ученик у гимназији
- За време интернације у Ивањици, 1941.
- Биста Борка Талевског, Парк Револуције у Прилепу
- Споменик на месту где су погинули Борко Талевски и Лазо Колевски